# MPEG-4
MPEG 4 es un método para la compresión digital de audio y vídeo. Fue introducido a finales de 1998 y designado como un estándar para un grupo de formatos de codificación de audio, video y las tecnologías relacionadas acordadas por la Moving Picture Experts Group (MPEG).

## Antecedentes
MPEG-4 absorbe muchas de las características de MPEG-1 y MPEG-2 y otros estándares relacionados, añadiendo nuevas características, tales como VRML(extendido) soporte para 3D, archivos compuestos orientados a objetos (incluyendo audio, vídeo y objetos VRML), soporte para Gestión de derechos digitales especificado externamente y diversos tipos de interactividad. AAC se ha normalizado como un complemento a MPEG-2 (como parte 7) antes de que MPEG-4 fuera emitida.
MPEG-4 es todavía un estándar en desarrollo y se divide en un número de piezas. Las empresas que promueven la compatibilidad MPEG-4 no siempre manifiestan claramente a que "parte" de nivel de compatibilidad se están refiriendo. Las piezas clave a tener en cuenta son MPEG-4 parte 2 (incluyendo el perfil simple avanzado, utilizado por códecs como DivX, Xvid , Nero Digital y 3ivx y Quicktime 6) y MPEG-4 parte 10 (MPEG-4 AVC/H.264 o Codificación de vídeo avanzada, utilizados por el codificador x264, por Nero Digital AVC, con QuickTime 7, y vídeo de alta definición en los medios como el Blu-ray).
La mayoría de las características incluidas en MPEG-4 se dejan a la voluntad del desarrollador decidir si implementarlas o no. Esto significa que probablemente no hay implementaciones completas de todo el conjunto de normas MPEG-4. Para hacer frente a esto, la norma incluye el concepto de "perfiles" y "niveles", lo que permite un conjunto específico de capacidades para definir de una manera apropiada un subconjunto de las aplicaciones.
Inicialmente, MPEG-4 se dirige principalmente para comunicación de vídeo con baja tasa de bits; sin embargo, su alcance se amplió más tarde a un estándar de codificación multimedia. MPEG-4 es eficiente a través de una variedad de tasas de bits que van desde unos pocos kilobits por segundo a decenas de megabits por segundo. MPEG-4 ofrece las siguientes funciones:
- Mejora de la eficiencia de la codificación en comparación con MPEG-2
- Capacidad de codificación de datos con datos mixtos (video, audio, habla)
- Capacidad de recuperación de errores para permitir una transmisión robusta
- Capacidad para interactuar con la escena audiovisual generada en el receptor

## Descripción
MPEG-4 ofrece una serie de tecnologías para los desarrolladores, para proveedores de servicios y para los usuarios finales:
- MPEG-4 permite a diferentes desarrolladores de software y hardware crear objetos multimedia que posean mejores habilidades de adaptabilidad y flexibilidad para mejorar la calidad de los servicios y tecnologías como la televisión digital, animación de gráficos, la World Wide Web y sus extensiones.
- Los proveedores de la red de datos puede utilizar MPEG-4 para la transparencia de los datos. Con la ayuda de procedimientos estándar, los datos MPEG-4 pueden ser interpretados y se transformados en otros tipos de señales compatibles con cualquier red disponible.
- El formato MPEG-4 proporciona a los usuarios una amplia gama de interacción con diversos objetos animados.
- Estandarizada la señalización de Gestión de derechos digitales, también conocido en la comunidad MPEG como Gestión de la Propiedad Intelectual y Protección (IPMP).

El formato MPEG-4 puede realizar diversas funciones, entre las cuales se podrían nombrar las siguientes:
- Multiplexación y sincronización de datos, asociados con los objetos del medio, de tal manera que pueden ser eficientemente transportados a través de canales de la red.
- Interacción con la escena audiovisual, que se forma en el lado del receptor.

### Perfiles y niveles
MPEG-4 ofrece un conjunto amplio de herramientas para la codificación.
Subconjuntos de herramientas MPEG-4 se han proporcionado para su uso en aplicaciones específicas.
Estos subconjuntos, llamados 'Perfiles', limitan el tamaño de la herramienta que un decodificador está obligado a implementar. con el fin de limitar la complejidad computacional, uno o varios "niveles" se establecen para cada Perfil. Un perfil y una combinación de nivel permite:
- Un constructor de codec para implementar sólo el subconjunto del estándar necesario, manteniendo al mismo tiempo la interoperabilidad con otros dispositivos MPEG-4 que implementan la misma combinación.[1]
- Comprobar si los dispositivos MPEG-4 cumplen con el estándar, conocida como pruebas de conformidad.[1]

## Partes MPEG-4
MPEG-4 se compone de varios estándares denominados 'partes', incluyendo los siguientes (cada parte cubre un determinado aspecto de la especificación completa):
| Parte    | Número              | Fecha de la primera versión pública (primera edición) | Fecha de último lanzamiento público (última edición) | Última modificación | Título                                                                                     | Descripción |
| -------- | ------------------- | ----------------------------------------------------- | ---------------------------------------------------- | ------------------- | ------------------------------------------------------------------------------------------ | --- |
| Parte 1  | ISO/IEC 14496-1     | 1999                                                  | 2010                                                 | 2010                | Sistemas                                                                                   | Describe la sincronización y la multiplexación de vídeo y audio. Por ejemplo, el formato de archivo MPEG-4 versión 1 (obsoleto en la versión 2 definido en MPEG-4 Parte 14). La funcionalidad de una pila de un protocolo de transporte para transmitir y / o almacenar contenido que cumpla con el estándar ISO/IEC 14496 no está dentro del alcance de 14496-1 y sólo la interfaz a esta capa se considera (DMIF). Información sobre el transporte de contenido MPEG-4 se define por ejemplo, en flujo de transporte MPEG-2 , Perfiles de Vídeo y audio RTP entre otros. |
| Parte 2  | ISO/IEC 14496-2     | 1999                                                  | 2004                                                 | 2009                | Visual                                                                                     | Un formato de compresión para los datos visuales (video, todavía texturas, imágenes sintéticas, etc.). Uno de los muchos "perfiles" en la parte 2 es el Perfil simple avanzado (ASP). |
| Parte 3  | ISO/IEC 14496-3     | 1999                                                  | 2009                                                 | 2010                | Audio                                                                                      | Un conjunto de formatos de compresión de codificación perceptual de las señales de audio, incluyendo algunas variaciones de codificación de audio avanzado (AAC), así como otros componentes de audio / formatos de codificación de voz y herramientas (por ejemplo, Codificación de audio sin perdidas (ALS), Codificación escalable sin perdidas (SLS), Audio Estructurado, interfaz texto-habla (TTSI), HVXC, CELP entre otras) |
| Parte 4  | ISO/IEC 14496-4     | 2000                                                  | 2004                                                 | 2010 (2011)         | Pruebas de conformidad                                                                     | Describe los procedimientos para pruebas de conformidad a otras partes del estándar. |
| Parte 5  | ISO/IEC 14496-5     | 2000                                                  | 2001                                                 | 2010 (2011)         | Software de referencia                                                                     | proporciona Software de referencia para demostrar y aclarar las otras partes del estándar. |
| Parte 6  | ISO/IEC 14496-6     | 1999                                                  | 2000                                                 |                     | Framework de Integración de distribución Multimedia (DMIF)                                 | Es una interfaz entre la aplicación y la capa de transporte, la aplicación podrá funcionar sobre las capas de transporte que estén soportadas por la instancia DMIF. |
| Parte 7  | ISO/IEC TR 14496-7  | 2002                                                  | 2004                                                 |                     | Optimización de software de referencia para la codificación de los objetos audiovisuales   | Proporciona ejemplos de cómo para hacer implementaciones mejoradas (por ejemplo, en relación con la parte 5). |
| Parte 8  | ISO/IEC 14496-8     | 2004                                                  | 2004                                                 |                     | Transporte de contenidos ISO / IEC 14496 a través de redes IP                              | Especifica un método para llevar contenido MPEG-4 sobre redes IP. También incluye pautas para el diseño formatos RTP de carga útil, uso de reglas SDP para transportar información relacionadad con ISO/IEC 14496-1, definiciones de tipo MIME, análisis de seguridad RTP y multidifusion. |
| Parte 9  | ISO/IEC TR 14496-9  | 2004                                                  | 2009                                                 |                     | Descripción de hardware de referencia                                                      | Provee diseños de hardware para la demostración de cómo aplicar las otras partes del estándar. |
| Parte 10 | ISO/IEC 14496-10    | 2003                                                  | 2009                                                 | (2010)              | Codificación de Video Avanzada (AVC)                                                       | Un formato de compresión para señales de video que es técnicamente idéntico al estándar UIT-T H.264. |
| Parte 11 | ISO/IEC 14496-11    | 2005                                                  | 2005                                                 | 2009                | Descripción de la escena y el motor de la aplicación                                       | Puede ser utilizado para un contenido rico e interactivo con múltiples perfiles, incluidas las versiones en 2D y 3D. MPEG-4 Parte 11 revisa MPEG-4 Parte 1 - ISO / IEC 14496-1:2001 y hace dos enmiendas a MPEG-4 Parte 1. En él se describe una descripción a nivel de sistema al motor de la aplicación (la entrega, ciclo de vida, el formato y el comportamiento de la descarga del bytecode de aplicaciones JAVA), el formato binario para la escena (BIFS) y el formato textual extendible MPEG-4(XMT) – una representación textual del contenido multimedia MPEG-4 utilizando XML, etc. (Es también conocido como BIFS, XMT, MPEG-J. MPEG-J fue definido en MPEG-4 Parte 21)                                          |
| Parte 12 | ISO/IEC 14496-12    | 2004                                                  | 2008                                                 | 2009 (2010)         | formato de archivo base ISO                                                                | Un archivo de formato para el almacenamiento basado en el tiempo del contenido. Se trata de un formato general que constituye la base para otros formatos de archivo más específicas (por ejemplo, 3GP, Motion JPEG 2000, MPEG-4 Parte 14). Técnicamente es idéntica al estándar ISO/IEC 15444-12 (JPEG 2000 sistema de codificación de imágenes – Part 12). |
| Parte 13 | ISO/IEC 14496-13    | 2004                                                  | 2004                                                 |                     | Extensiones de Gestión y Protección de la Propiedad Intelectual (IPMP)                     | MPEG-4 Parte 13 revisó una enmienda a MPEG-4 Parte 1 - ISO/IEC 14496-1:2001/Amd 3:2004. En él se especifica el manejo común de la propriedad intelectual y procesamiento de seguridad (IPMP), la sintaxis y la semántica para el transporte de herramientas de IPMP en el flujo de bits, el transporte de información IPMP, autenticación mutua para las herramientas de IPMP, una lista de autoridades de registro necesarias para el apoyo de las especificaciones modificadas (por ejemplo, CISAC), etc. se definió debido a la falta de interoperabilidad de los distintos mecanismos de protección (diferentes sistemas DRM) para proteger y distribuir contenidos digitales con derechos de autor como música o vídeo. |
| Parte 14 | ISO/IEC 14496-14    | 2003                                                  | 2003                                                 | (2010)              | Formato de archivo MP4                                                                     | También conocido como "formato de archivo MPEG-4 versión 2". El contenedor designado para el formato de archivo para contenido MPEG-4, el cual es basado en la parte 12. Revisa y reemplaza la cláusula 13 del ISO/IEC 14496-1 (MPEG-4 Parte 1: Sistemas), en el cual el formato de archivo MPEG-4 fue previamente especificado. |
| Parte 15 | ISO/IEC 14496-15    | 2004                                                  | 2004                                                 | 2008 (2010)         | Formato de archivo para (AVC)                                                              | Para el almacenamiento de vídeo (Parte 10). El formato de archivo se basa en la Parte 12, pero también permite el almacenamiento en otros formatos de archivo. |
| Parte 16 | ISO/IEC 14496-16    | 2004                                                  | 2009                                                 | (2010)              | Extensión del Framework de animación (AFX)                                                 | Especifica la extensión del Framework de animación (AFX) de MPEG-4, modelo para representar el contenido de gráficos 3D. MPEG-4 se amplía con objetos sintéticos de nivel superior para especificar la geometría, la textura, la animación y algoritmos de compresión dedicados. |
| Parte 17 | ISO/IEC 14496-17    | 2006                                                  | 2006                                                 |                     | Formato de texto por streaming                                                             | Formato de subtítulos de texto temporizado. |
| Parte 18 | ISO/IEC 14496-18    | 2004                                                  | 2004                                                 |                     | Compresión y streaming de fuentes                                                          | Para Open Font Format definido en la Parte 22. |
| Parte 19 | ISO/IEC 14496-19    | 2004                                                  | 2004                                                 |                     | Flujo de textura sintetizado                                                               | Sintetiza flujos de textura que se utilizan para la creación de clips de vídeo sintéticos a tasas de bits muy bajas. |
| Parte 20 | ISO/IEC 14496-20    | 2006                                                  | 2008                                                 | 2009                | Aplicación de representación de escena lijero (LASeR) y formato simple de agregación (SAF) | Los requisitos de Láser (eficiencia en la compresión, el código y huella de la memoria) se cumplen mediante la construcción sobre Gráficos vectoriales escalables (SVG) formato definido por el Consorcio World Wide Web. |
| Parte 21 | ISO/IEC 14496-21    | 2006                                                  | 2006                                                 |                     | Extensiones añ Framework gráfico MPEG-J (GFX)                                              | Describe un entorno de programación ligero para aplicaciones Multimedia interactivas avanzadas - un framework que se casa con un subconjunto del estándar MPEG de aplicaciones Java y entorno (MPEG-J) con una API Java. |
| Parte 22 | ISO/IEC 14496-22    | 2007                                                  | 2009                                                 |                     | Open Font Format                                                                           | Está basado en la versión 1.4 del formato de especificación de fuente OpenType, y es técnicamente equivalente a esa especificación. Reached "CD" stage in July 2005, published as ISO standard in 2007 |
| Parte 23 | ISO/IEC 14496-23    | 2008                                                  | 2008                                                 |                     | Representación Simbólica de Música (SMR)                                                   | |
| Parte 24 | ISO/IEC TR 14496-24 | 2008                                                  | 2008                                                 |                     | Audio y Sistemas de interacción                                                            | Describe el comportamiento conjunto deseado entre el formato de archivo MPEG-4 y Audio MPEG-4. |
| Parte 25 | ISO/IEC 14496-25    | 2009                                                  | 2009                                                 |                     | Modelo de compresión de gráficos 3D                                                        | Define un modelo para conectar herramientas de compresión de gráficos 3D definidos en el estándar MPEG-4 y primitivas gráficas definidas en otro estándar o especificación. |
| Parte 26 | ISO/IEC 14496-26    | 2010                                                  | 2010                                                 |                     | Conformidad de Audio                                                                       | |
| Parte 27 | ISO/IEC 14496-27    | 2009                                                  |                                                      | (2010)              | Conformidad de gráficos 3D                                                                 | Resume los requisitos, les hace referencias cruzadas a las características, y define como la conformidad de ellos puede ser probada. Se dan las pautas en la construcción de pruebas para verificar la conformidad decodificador. |
| Parte 28 | ISO/IEC CD 14496-28 |                                                       |                                                      |                     | Representación compuesta de fuente                                                         | En desarrollo |

Los perfiles se definen también en "partes", por lo que una implementación de una parte no suele ser una implementación de una parte completa.
MPEG-1, MPEG-2, MPEG-7 y MPEG-21 son otro conjunto de estándares MPEG.

## Niveles MPEG4
| Perfil, nivel                         | SP, L0 | SP, L0b | SP, L1 | SP, L2          | SP, L3 | ASP, L0 | ASP, L1 | ASP, L2         | ASP, L3 | ASP, L3b | ASP, L4         | ASP, L5 |
| tasa de bits max. (kbit/s)            | 64     | 128     | 64     | 128             | 384    | 128     | 128     | 384             | 768     | 1500     | 3000            | 8000    |
| buffer max. (kbit)                    | 160    | 320     | 160    | 640             | 640    | 160     | 160     | 640             | 640     | 1040     | 1280            | 1792    |
| retardo max. @ tasa de bits max.(sec) | 2.5    | 2.5     | 2.5    | 5               | 1.66   | 1.25    | 1.25    | 1.66            | 0.86    | 0.69     | 0.43            | 0.22    |
| tamaño VP max.(bit)                   | 2048   | 2048    | 2048   | 4096            | 8192   | 2048    | 2048    | 4096            | 4096    | 4096     | 8192            | 16384   |
| tamaño VOP max.(MB)                   | 99     | 99      | 99     | 396             | 396    | 99      | 99      | 396             | 396     | 396      | 792             | 1620    |
| tasa decodificación max.(MB/s)        | 1485   | 1485    | 1485   | 5940            | 11880  | 2970    | 2970    | 5940            | 11880   | 11880    | 23760           | 48600   |
| tamaño trama max. @ 30Hz              | -      | -       | 128×96 | 256×192         | CIF    | QCIF    | QCIF    | 256×192         | CIF     | CIF      | 352×576,704×288 | 720×576 |
| tamaño trama max. @ 25Hz              | -      | -       | 144×96 | 304×192,288×208 | CIF    | QCIF    | QCIF    | 304×192,288×208 | CIF     | CIF      | 352×576,704×288 | 720×576 |
| tamaño trama max. @ 24Hz              | -      | -       | 160×96 | 304×208         | CIF    | QCIF    | QCIF    | 304×208         | CIF     | CIF      | 352×576,704×288 | 720×576 |
| tamaño trama max. @ 15Hz              | QCIF   | QCIF    | QCIF   | CIF             | CIF    | QCIF    | QCIF    | CIF             | CIF     | CIF      | 352×576,704×288 | 720×576 |
| tamaño trama max. @ 12.5Hz            | QCIF   | QCIF    | QCIF   | CIF             | CIF    | QCIF    | QCIF    | CIF             | CIF     | CIF      | 352×576,704×288 | 720×576 |